# Leroy Jones

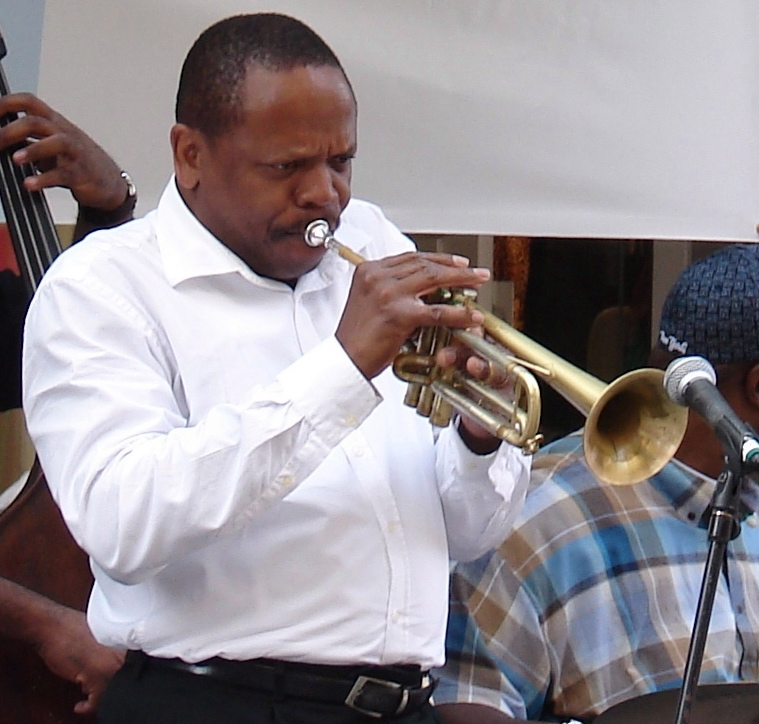
Leroy Jones (2008)

Leroy Jones (New Orleans, 20 februari 1958) is een Amerikaanse jazztrompettist, zanger, componist en arrangeur. Volgens Digby Fairweather is hij een van de interessantste en creatiefste onder de nieuwe musici die New Orleans-jazz spelen.

## Biografie
Jones begon op zijn tiende trompet te spelen en stapte in 1971 over op de kornet. In datzelfde jaar nam hij de muzikale leiding van de door Danny Barker georganiseerde marching band van de Fairview Baptist Church. Rond 1974 ging hij de algehele leiding van deze band delen met Gregory Davis (van de Dirty Dozen Brass Band), nu Hurricane Brass Band geheten. Daarnaast speelde hij in de St. Augustine High School Band. In 1975 of 1976 verliet hij de Hurricane Brass Band. Hij toerde met Eddie Vinson door Canada, tevens trad hij op met Della Reese. Hij werkte met Leroy Bates (1977–1978) en Hollis Carmouche (1978–1980) en andere groepen, daarna richtte hij in 1980 een eigen kwintet op, New Orleans Finest. Daarnaast was hij lid van de Tuxedo Brass Band en het Louisiana Repertory Jazz Ensemble. Hij trad op in Nederland (1982) en in Singapore (1985–1986). In 1991 werd hij lid van de bigband van Harry Connick, waarvoor hij met zijn eigen band in 1994 ook het voorprogramma verzorgde. Jones kreeg mede hierdoor inter internationaal aanzien en in 1994 kreeg hij de mogelijkheid een album onder eigen naam uit te brengen. Hij ging met zijn band internationaal toeren en kwam met meer platen. Vanaf 2004 heeft hij opgetreden met de Preservation Hall Jazz Band, tevens speelde hij samen met Dr. John en met Susanne Riemer.

## Discografie (selectie)
- 1994 – Mo' Cream from the Crop
- 1996 – Props for Pops
- 1999 – City of Sounds

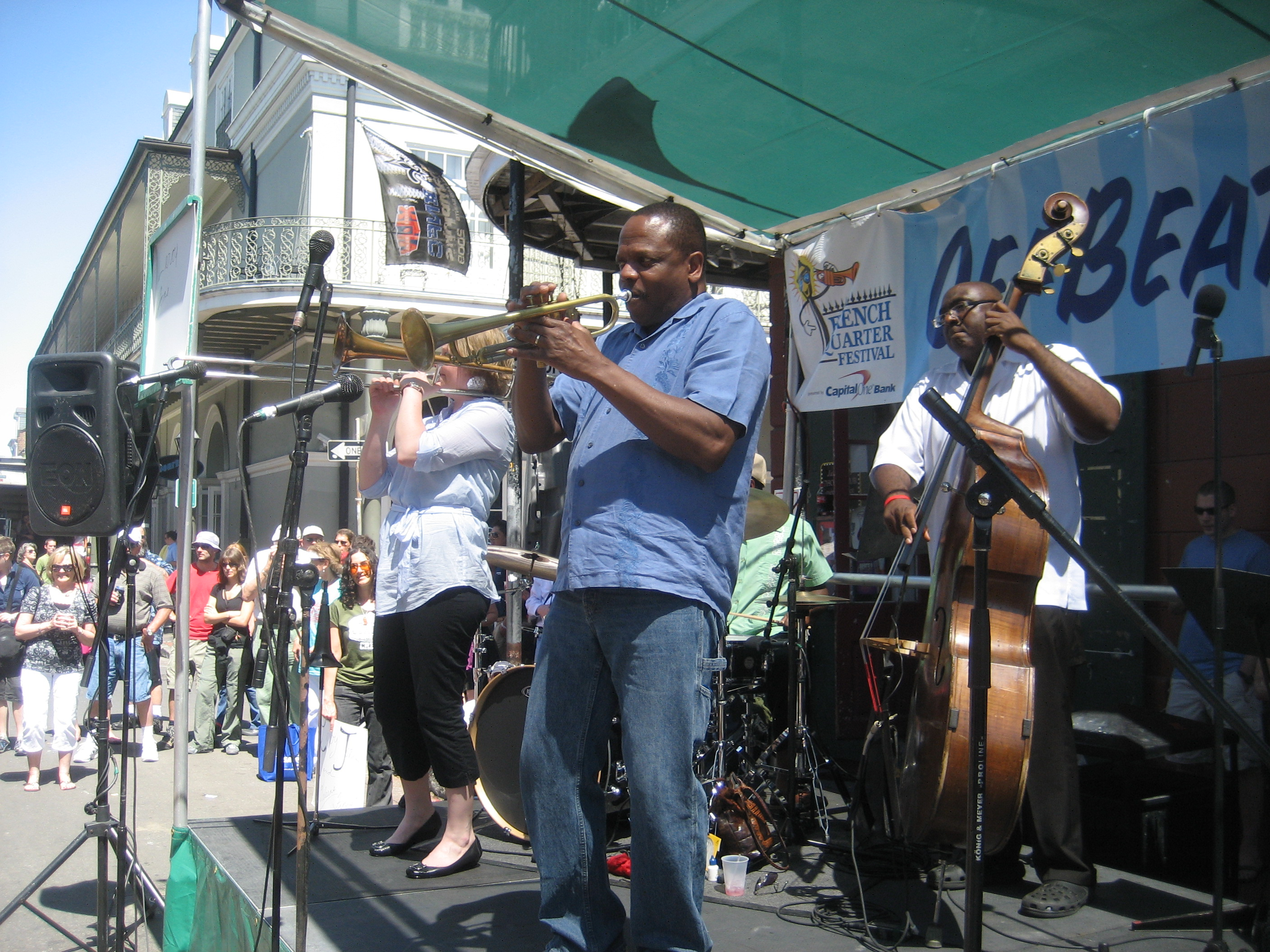
Leroy Jones (2010)

- 1999 – "live at the ASAM Theatre 99 – met de Storyville Shakers"
- 2001 – "Going To New Orleans – featured by: Storyville Shakers"
- 2002 – Back to My Roots
- 2003 – Wonderful Christmas: A Brass Salute to the King of Kings
- 2005 – New Orleans Brass Band Music: Memories of The Fairview & Hurricane Band
- 2007 – Soft Shoe
- 2009 – Sweeter than a Summer Breeze